# Димитрана Иванова
Димитрана Иванова е българска учителка и журналистка, както и активист за равни права на жените в България.

## Биография
Родена е на 1 февруари 1881 г. в Русе, в семейството на Станка и Петър Друмеви. Завършва Девическата гимназия в Русе и на 16 години отива да учи философия и педагогика в Цюрих, Швейцария.
След завръщането си от Швейцария е учителка в девическите гимназии в Попово, Шумен, Плевен и Велико Търново, а по-късно и в Русе. От 1908 г. е член на русенското дружество „Добродетел“, с основни задачи – просвещение и културно издигане на жената. Димитрана Иванова е председател на дружеството от 1908 до 1911 година.
Пише статии по педагогически теми за професионалните списания „Учител“ и „Училищен преглед“. От 1905 г. е сътрудник на вестник „Учителска пробуда“ и „Женски глас“.
По време на Балканските войни Димитрана Иванова е медицинска сестра.
През 1914 г. се омъжва за Дончо Иванов. Майка на 3 деца (родени 1916, 1917 и 1918 г.).
От септември 1920 до септември 1944 г. тя е главна редакторка на „Женски глас“.
След 9 септември 1944 г. животът на Димитрана Иванова претърпява драматичен обрат. На 28 септември 1944 г. тя е арестувана по подозрение в прогермански и профашистки симпатии, заради многобройните ѝ контакти с Германия. Освободена след четири месеца с условие, че ще напусне София. Установява се в родния си град Русе. По-късно отново се мести в София.
Умира на 29 май 1960 г. в София.

## Феминизъм
През юни 1911 г. е делегат на конгреса на Българския женски съюз, където се обсъждат конституционните положения за избирателните права на жените.
Димитрана Иванова работи активно по въпросите на семейството, ролята на съпругата и майката, социалната защита на майчинството и детството. Член е на Дружеството за борба с детската престъпност. През 1925 г. е сред основателите на Дружеството за защита на децата и членка на борда му до 1935 г.
В началото на 20-те години, вече осъзнат и деен активист, решава че юридическо образование би могло да ѝ помогне за по-успешна борба и прокламиране на идеите за женското равноправие. Опитва да се запише като студентка в Юридическия факултет на Софийския университет, но е отхвърлена с обяснението, че „няма завършено средно образование“ (българските гимназии вече са осмокласни, а тя е завършила шестокласна). Решава, че трябва да се бори „срещу несправедливостите по отношение на жените и срещу формализма“. В крайна сметка, след като завършва и осми клас се записва в Юридическия факултет и завършва успешно през 1927 г.
От 1928 г. издава и редактира месечното списание „Жената“ (1929 – 1931), в което разглежда юридическите аспекти на подчинения статус на жената. Сътрудничи на много вестници по въпросите на живота и бъдещето на жената.
От 1926 г. до 1944 г. е председател на Българския женски съюз. Бори се за равенство между половете в сферата на образованието, както и правото на жените юристки да упражняват своята професия като адвокатки и съдии. След дълга борба тя е една от първите българки, на които е признато това право.
По време на нейното лидерство в Българския женски съюз през 1937 г. се приема омъжените жени, разведените и вдовиците над 21-годишна възраст получават правото да гласуват на общинските избори, но не могат да бъдат избирани.